# BD-08 2823
BD-08 2823 o BD-08º2823 (HIP 49067 / G 162-12) es una estrella en la constelación de Sextans de magnitud aparente +9,86. En 2009 se descubrieron dos planetas extrasolares orbitando alrededor de esta estrella.
BD-08 2823 es una enana naranja de tipo espectral K3V con una temperatura efectiva de 4646 ± 63 K.
Es una estrella de características similares a las de Gliese 783 A o Gliese 892, pero está siete veces más alejada que éstas, ya que se encuentra a 138 años luz del sistema solar.
Su velocidad de rotación es de al menos 1,4 km/s, siendo su período de rotación de aproximadamente 26,6 días.
Exhibe una metalicidad —abundancia relativa de elementos más pesados que el helio— muy parecida a la del Sol ([Fe/H] = -0,07 ± 0,03).
Su masa es de 0,74 ± 0,07 masas solares y muestra actividad cromosférica.
Aunque su edad no es bien conocida, se piensa que está en el rango de 4500 ± 4000 millones de años.

## Sistema planetario
El planeta más interior del sistema, llamado BD-08 2823 b, tiene una masa 14,4 veces mayor que la masa de la Tierra y completa una órbita cada 5,6 días. El otro planeta, llamado BD-08 2823 c, orbita a una distancia media de 0,68 UA de la estrella. Tiene 1/3 de la masa de Júpiter y su período orbital es de 237,6 días.
| Acompañante (En orden desde la estrella) | Masa (MJ)       | Período orbital (días) | Semieje mayor (UA) | Excentricidad |
| ---------------------------------------- | --------------- | ---------------------- | ------------------ | ------------- |
| BD-08 2823 b                             | > 0,045 ± 0,007 | 5,6 ± 0,02             | 0,056 ± 0,002      | 0,15 ± 0,15   |
| BD-08 2823 c                             | > 0,33 ± 0,03   | 237,6 ± 1,5            | 0,68 ± 0,02        | 0,19 ± 0,09   |